# Polycarpus van Smyrna
Polycarpus van Smyrna (Oudgrieks: Πολύκαρπος ὁ Σμυρναῖος) (ca. 69 - Smyrna, ca. 156) was bisschop van Smyrna, het huidige Izmir in Turkije. Hij stierf als martelaar. Hij behoort tot de apostolische vaders, leerlingen van de apostelen. Over zijn levensloop is weinig bekend. De Kerk viert zijn feestdag op 23 februari.

## Levensverhaal
Polycarpus kreeg volgens de traditie als christen onderricht van de apostel Johannes en werd volgens Tertullianus rond het jaar 100 door hem als bisschop van Smyrna aangesteld; volgens Ireneüs van Lyon werd hij door de apostelen -meervoud dus- aangesteld. Kort na het jaar 100 kenden Klein-Azië en Syrië al een enkele bisschop die de plaatselijke gemeenschap leidde. Bisschop worden was toen gevaarlijk omdat de christenvervolging al was losgebarsten. Daarom bleven de meeste bisschoppen geheim. Juist van bisschoppen die de martelaarsdood stierven zijn de  namen bekend gebleven in de geschriften.
Ireneüs maakte in zijn jeugd kennis met de priester of bisschop Polycarpus. Volgens Ireneüs gaf hij onderricht in de zuivere leer, zoals die was overgeleverd door de apostelen. Vlak voor zijn dood bracht Polycarpus een bezoek aan Rome, waar hij pleitte voor de handhaving van de joodse Paasdatum, de veertiende dag van de maand nisan (zevende maand van het Joodse jaar). Er werd overleg over gevoerd in Rome, maar de standpunten wederzijds waren onwrikbaar. Volgens Eusebius was dat geen groot probleem, want "ze bleven met elkaar verbonden en in de kerk gaf Anicetus (voorstander van een andere paasdatum) bij de eucharistieviering de voorrang aan Polycarpus, blijkbaar uit eerbied. En ze verlieten elkaar in vrede, en de hele kerk was in vrede, welke regel men ook volgde".

### Martelaarschap
Kort na zijn terugkeer in Smyrna brak aldaar een christenvervolging uit. Zijn martelaarschap wordt beschreven in de Martyrium Polycarpi. Hierin wordt beschreven dat de bisschop zich op aanraden van vrienden even buiten Smyrna verborg en dat hij daar bleef om zijn broeders en zusters te sterken. Na enige tijd werd hij echter gevangengenomen en naar de arena gebracht. Daar weigerde Polycarpus te zweren bij het geluk van de keizer, ofwel, hij wilde de Romeinse goden niet erkennen en weigerde zijn geloof af te zweren. Hij werd ter dood veroordeeld en men wilde aanvankelijk leeuwen op hem loslaten. Toen deze echter niet voorhanden waren omdat de dierengevechten al hadden plaatsgevonden, besloot men hem levend te verbranden. Gedurende de arrestatie en de marteling wist Polycarpus ondanks zijn hoge leeftijd rustig te blijven. Hij heeft daarmee vele latere christenen geïnspireerd. Het vuur verteerde Polycarpus echter niet, waarop hij werd onthoofd. Zijn beenderen werden later door christenen verzameld en als relikwieën zorgvuldig bewaard.

## Brief van Polycarpus aan de christenen van Filippi
Polycarpus schreef een aan ons overgeleverde brief aan de Kerk te Filippi, waarin hij aandringt op een christelijke levenswandel, hulp aan de armen en navolging van Jezus.

## Brief aan Polycarpus
Ignatius van Antiochië schreef in zijn brief aan Polycarpus dat het belangrijk is voor een bisschop om dienstbaar te zijn aan de gemeenschap. Hij schrijft:
Draag allen op handen zoals de Heer dat met u doet. Verdraag allen in liefde, zoals u nu al doet (....). Als u slechts houdt van de goede leerlingen, dan verdient u geen dank. Zoek ieder persoonlijk op. Minacht slaven en slavinnen niet.